# Santa Sofia (Sicilia)
Santa Sofia di Sicilia (Bisanzio, 192 o 193 – Pantalica, 18 settembre 221) fu una martire cristiana, santa patrona di Sortino, nel libero consorzio comunale di Siracusa, in Sicilia.
La sua memoria liturgica è celebrata il 10 settembre. La statua che la raffigura è custodita all’interno della chiesa a lei dedicata, situata nel centro storico di Sortino. Nella stessa chiesa è venerato anche un prezioso reliquiario a forma di braccio, che racchiude un frammento osseo attribuito alla santa.

## Agiografia

### Le origini e la conversione
Secondo una tradizione orale antichissima, Santa Sofia nacque a Bisanzio verso la fine del II secolo d.C., in seguito alle ferventi preghiere della madre, già convertita al cristianesimo. Il padre, di nome Costante, probabilmente governatore della città, era invece rimasto fedele al paganesimo. Fu proprio lui a scegliere il nome della figlia, dedicandolo alla dea greca della sapienza, Sophía.
Rimasta orfana della madre in tenera età, Sofia fu affidata dal padre a una torre, sotto la custodia di una nutrice pagana, con l’intento di preservarne l’onore fino all’adolescenza. All’età di dodici anni, venuta a conoscenza dell’opera di un santo predicatore cristiano di nome Timoteo, Sofia pregò la nutrice di poterlo incontrare. Il predicatore, sfidando i pericoli, la raggiunse, la istruì nei precetti cristiani, la battezzò e le donò un’immagine del Crocifisso, raffigurato insieme alla Vergine Maria e a San Giovanni.

### La consacrazione e la fuga in Sicilia
Durante un momento di preghiera, Sofia avvertì un invito interiore a consacrarsi a Dio nella verginità. In una visione, Cristo le apparve e le disse: «Ti ho eletta mia sposa. Prendi questo anello ingemmato: sarà per te la corona dell’eterna felicità». Da quel giorno, la torre in cui viveva divenne per lei un luogo di lode e contemplazione, un vero talamo mistico.
Informato della sua conversione, il padre tentò invano di farle rinnegare la fede. La fece flagellare pubblicamente e successivamente rinchiudere in carcere. Tuttavia, alcune guardie cristiane le permisero la fuga. Sofia riuscì così a imbarcarsi clandestinamente e approdò sulle coste della Sicilia, nei pressi di Siracusa.
Appena giunta, compì il suo primo miracolo: incontrò un mendicante zoppo che, chiedendo l’elemosina, invocava gli dèi pagani. Sofia lo guarì nel nome di Gesù, esortandolo a credere nel Dio uno e trino, unico provvidente e salvatore. Evitando ogni clamore, decise poi di ritirarsi in solitudine in una grotta della zona di Pantalica, conducendo vita eremitica.

### Il martirio
La fama della sua santità giunse al prefetto romano di Pantalica, di nome Marziale. Questi, dopo aver interrogato due pastori, riuscì a risalire al rifugio della giovane. La trovò nella grotta, la afferrò per i capelli e la trascinò via, costringendola a tornare nella patria d’origine.
Riconsegnata al padre, Sofia fu nuovamente sottoposta a torture: tra esse, il supplizio della graticola e infine la decapitazione, avvenuta il 18 settembre dell’anno 221, all’età di ventinove anni. Il popolo, presente all’esecuzione, rimase profondamente commosso dalla fermezza della martire, iniziando a venerarne la memoria. Il padre, sopraffatto dal rimorso, si convertì al cristianesimo tre anni dopo.

## Diffusione del culto

### Le origini e l’erezione della chiesa
Il culto di Santa Sofia è documentato in Sicilia almeno dal X secolo, in coincidenza con la presenza bizantina sull’isola. A Sortino, la devozione era inizialmente localizzata fuori dal centro abitato, presso la chiesa rurale denominata “Santa Sofia a rrassu”, in contrada Rosso.
Nel XVI secolo, con il sostegno della famiglia aristocratica dei Gaetani, feudatari locali, il culto fu traslato nel cuore del paese. Venne edificata una nuova chiesa in onore della santa, il cui culto ricevette l’approvazione ecclesiastica ufficiale: il 20 marzo 1535, Papa Paolo III emanò un Breve Pontificio che confermava Santa Sofia quale patrona e protettrice di Sortino. Tale provvedimento fu reso esecutivo nel Regno di Sicilia il 29 agosto 1538.

### La ricostruzione dopo il terremoto

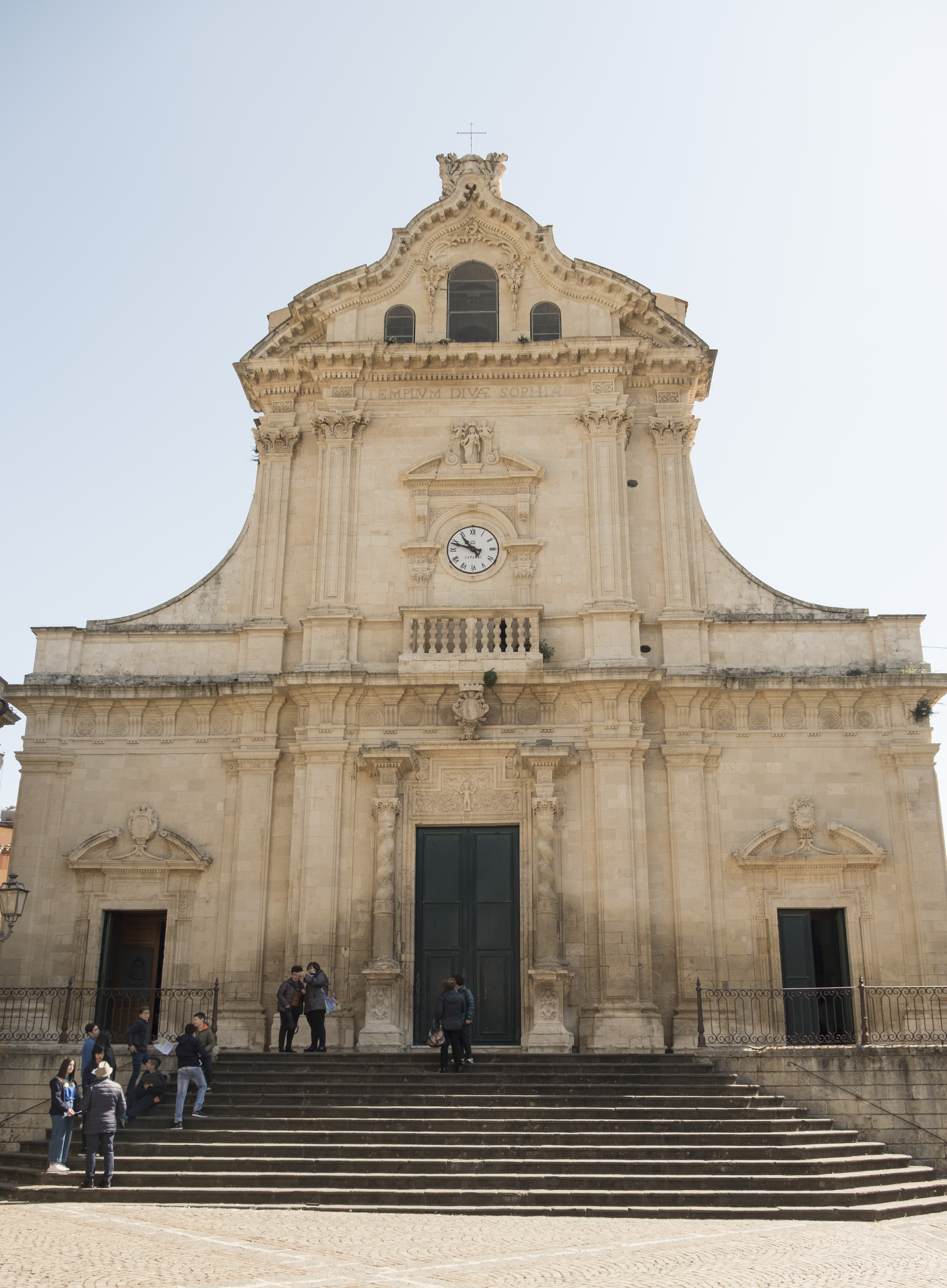
Chiesa di Santa Sofia, Sortino, 2019

Il terremoto del 9 e dell'11 gennaio 1693 distrusse gran parte della Sicilia orientale, compresa Sortino. La chiesa di Santa Sofia fu tra gli edifici rasi al suolo. Il marchese Pietro Gaetani ne promosse la ricostruzione, erigendola in stile barocco. Il nuovo edificio fu dotato di facciata in pietra locale, colonne tortili e una ricca decorazione interna.

### La diffusione del culto nell’iconografia
L’iconografia di Santa Sofia si diffuse anche oltre i confini di Sortino. La parrocchia di San Nicolò, nel villaggio di Zafferia (Messina), conserva un affresco del Trecento raffigurante la santa in abiti monastici. Nella chiesa di San Sebastiano a Sortino si trovano due tele seicentesche: una la raffigura in compagnia di altre sante vergini, l’altra in adorazione davanti alla Sacra Famiglia.

## La festa patronale

### Riti religiosi e devozionali
La festa di Santa Sofia inizia il 30 agosto con la solenne Novena e le celebrazioni eucaristiche presiedute a turno dai parroci dell’Arcidiocesi di Siracusa. Seguono tre giorni di Triduo predicato. L’8 settembre, nel pomeriggio, ha luogo la cerimonia dell’“Esposizione” della statua della santa.
All’alba del 9 settembre si svolge il pellegrinaggio all’eremo rupestre di Santa Sofia, detto “a rrassu”, nella contrada Rosso, tradizionalmente ritenuto il luogo dell’eremitaggio. Da lì, i fedeli si dirigono verso la chiesa madre per la celebrazione eucaristica. A mezzogiorno si ricordano la condanna e il martirio della santa con spari a salve. Nel pomeriggio, dalla chiesa di San Pietro, parte la processione con il reliquiario argenteo (a forma di braccio), portato a spalla dalle donne, fino alla chiesa di Santa Sofia. Al termine, si celebrano la Messa solenne e la venerazione delle reliquie.

### Il giorno della festa e i simboli tradizionali
Il 10 settembre si celebra il Pontificale, presieduto dall’Arcivescovo di Siracusa. Segue la “Sciuta” del simulacro: al suono festoso delle campane, tra lo scampanio e il volo di quattro colombe bianche e duecento palloncini colorati, si compie l’uscita della piccola varetta con il braccio reliquiario, sorretta dalle donne. Subito dopo viene portato in processione il fercolo contenente la statua lignea della santa, del peso di 475 kg, sollevato da 32 uomini.

### I riti popolari e la conclusione
Durante la giornata si svolge la tradizionale vendita all’incanto dei doni in natura offerti dai fedeli. Seguono la presentazione dei bambini alla santa, lo spettacolo pirotecnico e la processione solenne fino alla Chiesa Madre, dove viene impartita la benedizione con il braccio reliquiario. La processione riprende verso la chiesa di Santa Sofia, accompagnata da fuochi d’artificio in contrada Lago.
Prima del rientro del simulacro, si tiene una fiaccolata e i fedeli salutano la santa con lunghi applausi e invocazioni. Dopo l’ultimo spettacolo pirotecnico, la statua viene ricollocata nella chiesa.

### L’Ottava e la conclusione dei riti
Nei giorni successivi alla festa, si proseguono le celebrazioni religiose in onore della santa. Il 17 settembre si tiene una terza processione, che percorre i quartieri più recenti della città. Il fercolo fa una sosta simbolica presso il Monastero delle Monache Adoratrici Perpetue del Santissimo Sacramento. In serata, la statua viene riposta nella nicchia laterale dell’altare maggiore, accompagnata da un ultimo spettacolo pirotecnico.